# Siempre Habana
Siempre Habana es una película hispano-cubana del director Ángel Peláez.

## Argumento
Dos empresarios gallegos, Ignacio (José Sancho) y Tomasín (Jordi Vilches), tío y sobrino respectivamente, comparten una herencia con la cubana de ascendencia gallega Luz Divina (Broselianda Hernández). Para ello Ignacio debe viajar a La Habana mientras que Luz viene a Santiago de Compostela.
Es la primera composición musical que el cantautor cubano Pablo Milanés realiza para el cine. También es la ópera prima del director Ángel Peláez para la gran pantalla. Broselinda Hernández recibió el Premio Nacional de Teatro de Cuba.